# Philippine Army FC
El Philippine Army Football Club és un club de futbol filipí.

## Història
Va ser fundat el 1960 i forma part de l'exèrcit de les Filipines. Forma part d'una unitat dedicada a la promoció de l'esport i l'activitat física. Els jugadors del club són membres de l'exèrcit.
L'any 2003 participà en la primera edició del Campionat de clubs de l'ASEAN de Jakarta, Indonèsia.
També participà en el campionat Filipino Premier League el 2008 vencent a Giligans a la final. També participà en la United Football League, destacant una tercera posició el 2011.
El 2014 es fusionà temporalment amb General Trias International FC jugant amb el nom Philippine Army GTI. El 2015 fou desqualificat de la UFL.

## Palmarès
- Filipino Premier League

2008